# Bijelci (leptiri)
Bijelci (Pieridae) porodica su bijelih ili žutih danjih leptira s krilima promjera 3 do 6,5 cm. Pri mirovanju krila drže sklopljena i uzdignuta uvis. Donja strana krila je neuglednije boje sa sitnim crnim pjegama. Gusjenice su im slabo dlakave i često vrlo štetne u vrtovima i voćnjacima. Kukuljica je pasanica bez zapretka.

## Vrste
Najpoznatije vrste su dobile imena prema biljkama kojima se hrane njihove gusjenice: glogov bijelac (Aporia crataegi) hrani se voćkama, kupusni bijelac (Pieris brassicae) kupusom, keljom i cvjetačom, repičin bijelac (Artogeia napi), gorušičin bijelac ili livadni bjelčić (Leptidea sinapis), djetelinska zlatna osmica (Colias alfacariensis), zorica (Anthocharis cardamines), a obični žućak (Gonopteryx rhamni) prvi je proljetni leptir.

## Galerija
- Kukuljica glogovog bijelca
- Obični žućak
- Gorušičin bijelac